# Jean-Marie Rausch
Pour les articles homonymes, voir Rausch.
Jean-Marie Rausch, né le 24 septembre 1929 à Sarreguemines et mort le 5 janvier 2024 à Metz, est un chef d'entreprise et homme politique français.

## Biographie
Jean-Marie Alphonse Victor Rausch est le descendant de minotiers est-mosellans, fils de l’industriel Victor Rausch (1902-1992) et de Claire Hessemann (1907-1963). Son père est le directeur du moulin de Frauenberg près de Sarreguemines, qu’il hérite de son père Jean Rausch, et qu’il reconstruit à Woippy près de Metz, après sa destruction en 1944.
Après avoir fait des études à l’École française de meunerie à Paris, il commence sa vie professionnelle comme attaché au bureau d'études de la SOCAM à Paris de 1951 à 1953, puis devient directeur du moulin familial, jusqu'en 1976.
Il est président de la Chambre syndicale départementale de la meunerie de 1967 à 1981, administrateur (1968) puis président (1974-1980) de l'Union meunière de la Moselle, administrateur de l'Union patronale interprofessionnelle de la Moselle de 1967 à 1978, administrateur de l'Union patronale de Lorraine de 1969 à 1971, administrateur de la S.A. des Moulins Rausch de 1976 à 1977, et président de la section de la Moselle du Centre des jeunes dirigeants d'entreprise de 1967 à 1969.
Au niveau régional de la Lorraine, il est président directeur général de l'Office de rénovation urbaine de Metz de 1971 à 1977, président de l'Institut Lorrain de participation de 1984 à 1988, administrateur de la société du Port de Metz, de la Foire Internationale de Metz et de Logilor[Quand ?], président du Crédit Immobilier de Moselle de 1977 à 1988, président du conseil d'administration du Centre Hospitalier Régional Metz-Thionville en 1977, président (de 1992 à début 2001) puis premier vice-président (depuis 2001) de l'association Arsenal, président de l'Association Metz Interactive du 30 octobre 1995 au 17 janvier 2000, président de l'association Communauté numérique interactive de l'Est de janvier 2000 à janvier 2002, membre du comité directeur de QuattroPole à partir du 29 février 2000, président de la Fédération des associations de maires de la Moselle de 1977 à janvier 2005, délégué interrégional Alsace-Moselle du Centre de formation du personnel communal puis du Centre national de la fonction publique territoriale de 1974 à 1996, président fondateur en 1976 du Conseil parlementaire inter-régional (Lorraine, Sarre, Luxembourg, Rhénanie-Palatinat, Province de Luxembourg en Belgique) et enfin fondateur du Centre Pompidou-Metz en 2006.
Au niveau national, il est président du groupe d'études sénatoriales d'informatique et de télématique[Quand ?], président du Comité national pour la récupération et l'élimination des déchets de 1977 à 1984, administrateur de l'Agence nationale pour la récupération et l'élimination des déchets de 1977 à 1984, membre du Conseil national de la statistique de 1979 à 1984, membre du conseil de surveillance de la C3D et du Conseil national des services publics de 1983 à 1987, vice-président (1983) puis président (1986-1988) de l'Office parlementaire d'évaluation des choix scientifiques et technologiques, membre du bureau et trésorier général, puis président de l'Association des maires de grandes villes de France de 1983 à 1995, président de la Commission des nouvelles technologies de l'information de l'AMGVF[Quand ?], président de l'Association des nouveaux médias en 1984, membre du Conseil national du crédit de 1984 à 1988, rapporteur au Sénat sur le projet de loi relatif aux expérimentations dans le domaine des technologies et services de l'information en 1987, vice-président du groupe de prospective du Sénat[Quand ?], membre de l'Observatoire des autoroutes de l'information[Quand ?], et président de « MultiMédiaville »  depuis sa création en 1984.

### Carrière politique

#### Mandats
Jean-Marie Rausch est maire de Metz de 1971 à 2008 (réélu en 1977, 1983, 1989, 1995 et 2001). Le 20 décembre 2007, il annonce qu'il brigue un septième mandat consécutif lors des élections municipales de mars 2008. En janvier 2008, il n'obtient pas l’investiture UMP, laquelle lui préfère Marie-Jo Zimmermann, députée, ancienne secrétaire du RPR local, du temps où celui-ci était dirigé par Jean-Louis Masson et François Grosdidier. Au 1er tour, Jean-Marie Rausch arrive en deuxième position (24,16 %) derrière le PS Dominique Gros (34,04 %) et devant Marie-Jo Zimmermann 3e (16,68 %), à laquelle l'UMP retire son soutien pour l’apporter à Jean-Marie Rausch. Au 2e tour, Jean-Marie Rausch n'obtient que 27,41 % des voix, battu par Dominique Gros (48,28 %) ; Marie-Jo Zimmermann, qui avait maintenu sa candidature, obtient 24,31 % des voix. Depuis l'institution du suffrage universel en 1848, Metz avait toujours eu un maire de droite jusqu'à cette élection, y compris pendant la période qui s'étendait de 1871 à 1918 quand, par le Traité de Francfort (10 mai 1871), la plus grande partie de la Moselle de l'époque, une partie de la Meurthe, une petite partie du département des Vosges et toute l'Alsace sauf le Territoire de Belfort avaient été cédées à l'Empire allemand tout juste proclamé.
Il est membre de la commission des Affaires économiques et du Plan (rapporteur pour avis du budget des PTT de 1980 à 1988.
En mars 2008, il est élu conseiller municipal d'opposition de Metz à l'issue des élections municipales de 2008, il démissionne quelques jours plus tard. Lors des élections municipales de 2014, il apporte son soutien à la liste conduite par le maire PS sortant Dominique Gros contre celle de la droite et du centre conduite par Marie-Jo Zimmermann, qui est battue.
Il est conseiller général du canton de Metz III de 1970 à 1988, président du conseil général de la Moselle de 1979 à 1982, et sénateur de la Moselle de 1974 à 1988 et de 1992 à 2001.
Conseiller régional de Lorraine de 1974 à 1992, il en est le président de 1982 à 1992.
Il est aussi président de la commission déléguée et de synthèse du conseil régional de Lorraine de 1976 à 1982, président du District de l'agglomération Messine de 1975 à 1979 puis de 1984 à 2002, premier vice-président du District de l'agglomération messine de 1979 à 1983, président de la Communauté d'agglomération de Metz Métropole de janvier 2002 à avril 2008, président de l'Agence d'urbanisme de l'agglomération messine (AGURAM) de 1975 à 1989 puis du 17 juin 1999 au 17 mai 2001.

#### Fonctions ministérielles
Jean-Marie Rausch est ministre du Commerce extérieur de juin 1988 à mai 1991, appellation renommée « ministre du Commerce extérieur et du Tourisme » du 6 juillet au 17 juillet 1990.
Il est aussi ministre délégué aux Postes et aux Télécommunications de mai 1991 à avril 1992, puis ministre délégué au Commerce et à l'Artisanat d'avril à octobre 1992.

### Vie privée
Jean-Marie Rausch épouse Claire Touzet en 1950 avec laquelle il a deux enfants : Pierre et Philippe. Veuf, il se remarie avec Bernadette Haven en 1980, laquelle meurt le 22 novembre 2023.

### Mort
Jean-Marie Rausch meurt à Metz le 5 janvier 2024 à l'âge de 94 ans. Ses obsèques sont célébrées le 10 janvier exceptionnellement en la cathédrale Saint-Étienne de Metz, à la suite de la volonté de l'évêque Philippe Ballot de « témoigner la reconnaissance de l'engagement décisif au sein de la cité » de Jean-Marie Rausch  : devant un millier de personnes, officielles ou anonymes, François Grosdidier, maire de Metz et Laurent Touvet, préfet de Moselle lui rendent hommage, entre autres. Jean-Marie Rausch est ensuite inhumé, selon ses volontés, dans l'intimité familiale.

## Hommages
Le 23 février 2024, la salle de l'Arsenal dont il est l'initiateur est rebaptisée « Arsenal-Jean-Marie-Rausch » en son hommage. Cette décision a été votée à l'unanimité par le conseil municipal.
Le 19 décembre de la même année, le conseil municipal de Metz décide de renommer la place de la préfecture, « place Jean-Marie Rausch ».

## Publications
- Le Laminoir et la Puce : la troisième génération industrielle, (1987)[2], grand prix de la littérature micro-informatique[réf. nécessaire]
- Il suffit de vouloir (autobiographie), Éditions Serpenoise (2011)[2]

## Distinctions
- Chevalier de la Légion d'honneur 2002[4]
- Président d'Honneur du Centre Pompidou Metz
- Membre d'honneur du Rotary Club de Metz
- Président (1965-1966) de la Table ronde de Metz
- Membre d'honneur de l'Académie nationale de Metz